# Bronisław Czuruk

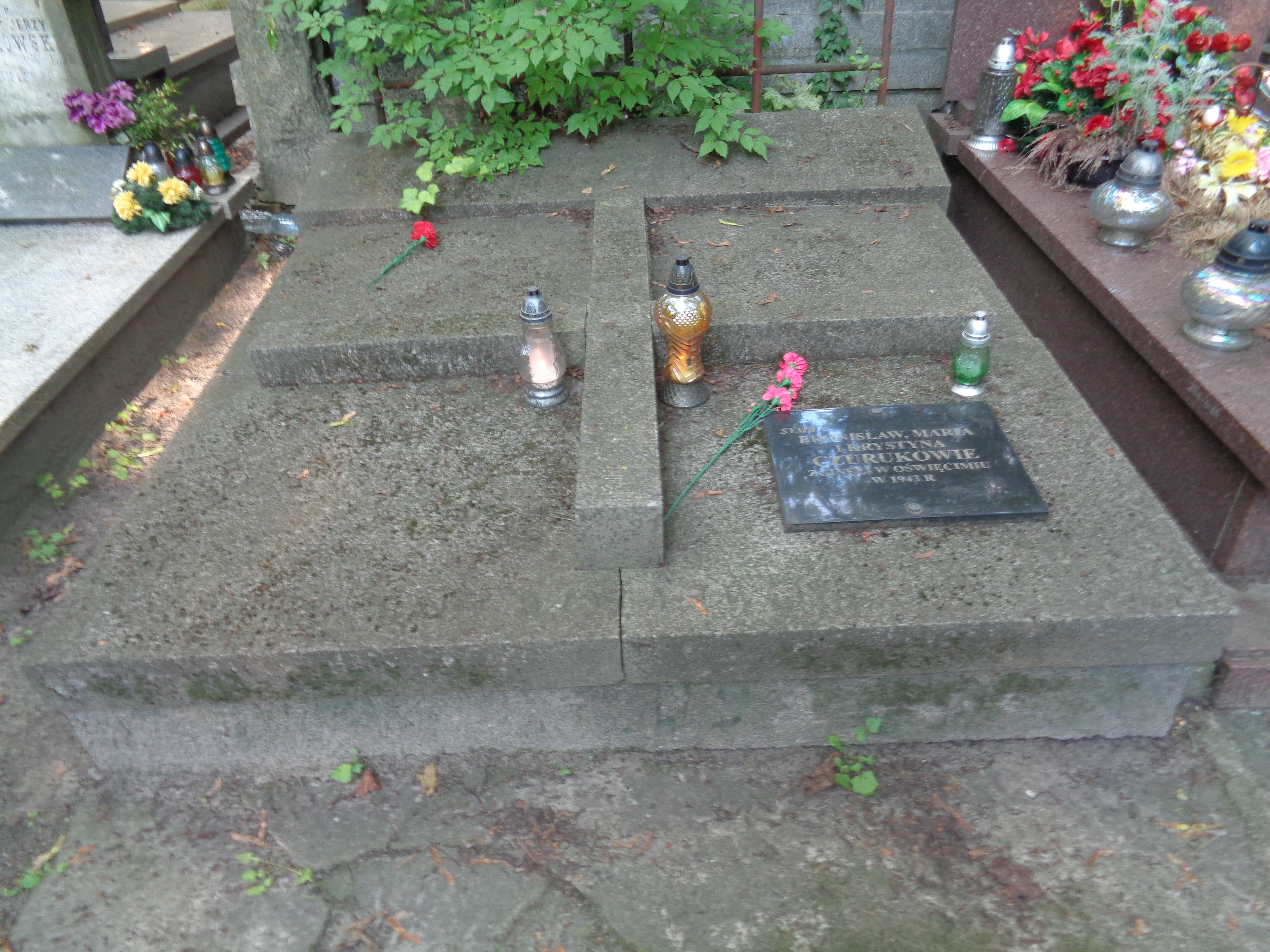
Nagrobek Bronisława Czuruka na Cmentarzu Powązkowskim

Bronisław Franciszek Czuruk (ur. 4 października 1888 w Fediukówce, zm. 21 czerwca 1943 w Auschwitz-Birkenau) – polski urzędnik w II Rzeczypospolitej.

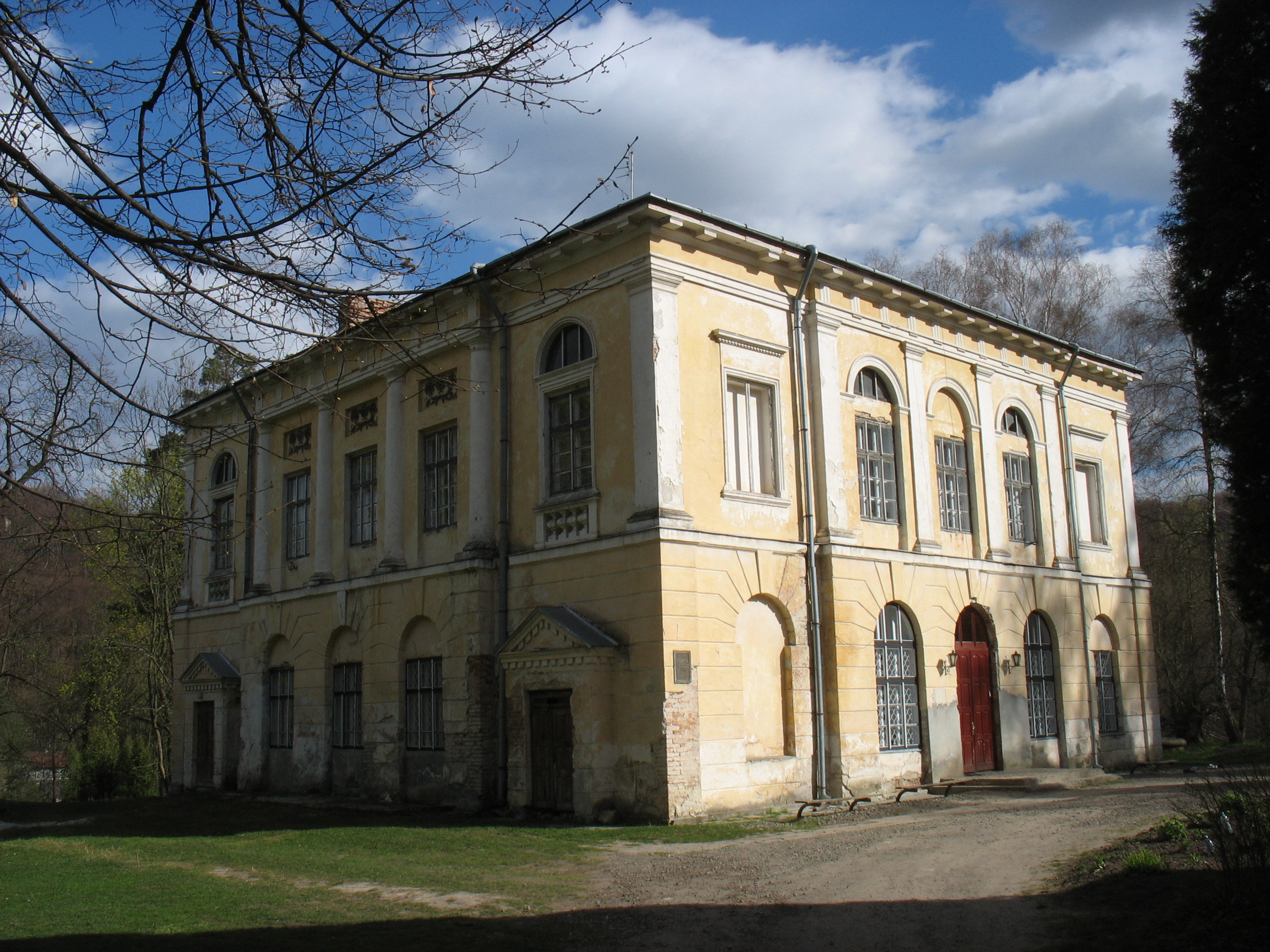
Pałac Potockich w Raju

## Życiorys
Urodził się 4 października 1888 w Fediukówce w ówczesnym powiecie taraszczańskim na obszarze Imperium Rosyjskiego. Był synem Jerzego Ignacego Czuruka (oficer armii austriackiej, posądzony o szpiegostwo zbiegł pod Kijów, zostając plenipotentem w dobrch hr. Potockiego) i Franciszki z domu Bętkowskiej. Miał braci Bolesława (1881-1950, nauczyciel, tłumacz), Ottona (1887–1945, oficer Wojska Polskiego), Leona (inżynier-cukiernik w Siedlcach, podczas I wojny ewakuowany w głąb ZSRR, tam pozostał, w 1937 oskarżony o szpiegostwo oraz sabotaż i rozstrzelany przez NKWD), Karola (1893-1914, legionista poległy w bitwie pod Laskami), Edwarda (1895–1981, oficer Wojska Polskiego) oraz siostry Kazimierę, Jadwigę, Krystynę i Helenę.
Został absolwentem gimnazjum w Kijowie. Był czynnym Akademickiego Klubu Turystycznego we Lwowie. Podczas I wojny światowej służył w Legionie Puławskim, działał w Polskiej Organizacji Wojskowej. Aresztowany przez Rosjan został wywieziony na Syberię. Podczas rewolucji został komisarzem bolszewickim, potem został aresztowany i zbiegł, przedostając się do Polski. Po powrocie organizował oddziały podczas wojny polsko-ukraińskiej, a w 1921 uczestniczył w III powstaniu śląskim.
W okresie II Rzeczypospolitej pełnił funkcję pełnomocnika (plenipotenta) dóbr Jakuba hr. Potockiego w Raju. Zgodnie z wolą zapisaną przez hr. Potockiego w testamencie z 22 września 1934, po jego śmierci (pięć dni później) został wykonawcą jego testamentu oraz objął funkcję pierwszego dyrektora Fundacji im. Jakuba hr. Potockiego. Wykonując wolę spadkobiercy przekazywał majątek i dzieła sztuki narodowi polskiemu tudzież tworzył fundację na rzecz walki z nowotworami i gruźlicą. Był właścicielem majątku Wąkola.
Jego żoną była Maria z domu Bajer (1889–1943), z którą miał córkę Krystynę (1922–1943). Zamieszkiwali przy ulicy Widok 16/1 w Warszawie.
Po wybuchu II wojny światowej i nastaniu okupacji niemieckiej działał w konspiracji, m.in. przy kolportażu podziemnej prasy i w ramach pomocy Żydom, wykonując dla nich fałszywe dokumenty. Po przypadkowym zatrzymaniu Bronisława Czuruka, dokonaniu rewizji i aresztowaniu żony i córki, wszyscy troje zostali przewiezieni do obozu Auschwitz-Birkenau, gdzie ponieśli śmierć (Bronisław Czuruk 21 czerwca 1943. Symbolicznie został upamiętniony na grobowcu rodzinnym na Cmentarzu Powązkowskim w Warszawie (kw. 204-6-14/15).

## Odznaczenia i ordery
- Krzyż Kawalerski Orderu Odrodzenia Polski (9 listopada 1932)[18]
- Krzyż Walecznych (dwukrotnie)
- Medal Międzyaliancki